# Richard Geren
Richard Geren, O.C., né le 15 juillet 1917 et mort le 3 septembre 2002, est un géologue canadien d'origine américaine.

## Biographie
Il commence sa carrière de géologue minier aux États-Unis, avant de se joindre à une équipe responsable de la découverte de gisements de minerai de fer dans la fosse du Labrador. Cette découverte conduit à la création de la Compagnie minière OIC, à Schefferville. Richard Geren finit par y devenir directeur de mine. Il devient une sommité dans la conception de mines à ciel ouvert et sur le matériel nécessaire, parcourant ensuite le monde en tant que consultant. Il devient ensuite vice-président de la compagnie. Il s'implique aussi dans le domaine de la santé à Montréal. Il est fait officier de l'ordre du Canada en 1983. Il meurt le 3 septembre 2002 à Oromocto, au Nouveau-Brunswick.